# Zvonkovité
Zvonkovité (Campanulaceae) je čeleď vyšších dvouděložných rostlin z řádu hvězdnicotvaré (Asterales).

## Popis
Zvonkovité jsou byliny, keře, stromy i liány. Rostliny většinou obsahují mléčný latex. Odění je z jednoduchých, výjimečně z větvených chlupů. Keře mají často pachykaulní vzhled s nevětveným kmínkem a vrcholovou růžicí listů. Rod Howellia je vodní. Zástupci rodu Brighamia jsou stonkové sukulenty. Listy jsou střídavé, výjimečně vstřícné nebo přeslenité, u některých zástupců nahloučené v přízemní růžici, řapíkaté nebo přisedlé, bez palistů. Čepel listů je celistvá nebo řidčeji zpeřeně laločnatá, celokrajná nebo zubatá, se zpeřenou žilnatinou.
Květenství jsou úžlabní nebo vrcholová, hroznovitá, latovitá nebo hlávkovitě stažená, případně jsou květy jednotlivé v paždí horních listů. Květy jsou oboupohlavné, pravidelné nebo dvoustranně souměrné, často nápadné. Kalich je pěticípý, přirostlý k semeníku a tvořící hypanthium, u rodu Cyananthus volný. Koruna je pěticípá (výjimečně se 4 nebo až 10 cípy), nejčastěji zvonkovitá, trubkovitá, jednopyská nebo dvoupyská. Některé druhy (např. z rodu lobelka) mají květy s nektáriovou ostruhou. Souměrná koruna u podčeledi Lobelioideae je otočená o 180° (resupinátní). Tyčinek je stejný počet jako korunních cípů, obvykle 5, nejčastěji jsou přirostlé k disku na vrcholu semeníku, volné ale těsně obklopující čnělku nebo i srostlé ve sloupek. Semeník je spodní nebo řidčeji téměř svrchní, srostlý ze 2 až 5 plodolistů a se stejným počtem pouzder, s jedinou čnělkou na vrcholu s laločnatou bliznou. Na vnějších plochách blizny jsou tzv. vymetací chlupy. Placentace je axilární. Výjimečně je semeník jednopouzdrý a placentace parietální. Vajíček je obvykle mnoho. Plodem je lokulicidní nebo poricidní tobolka nebo bobule.

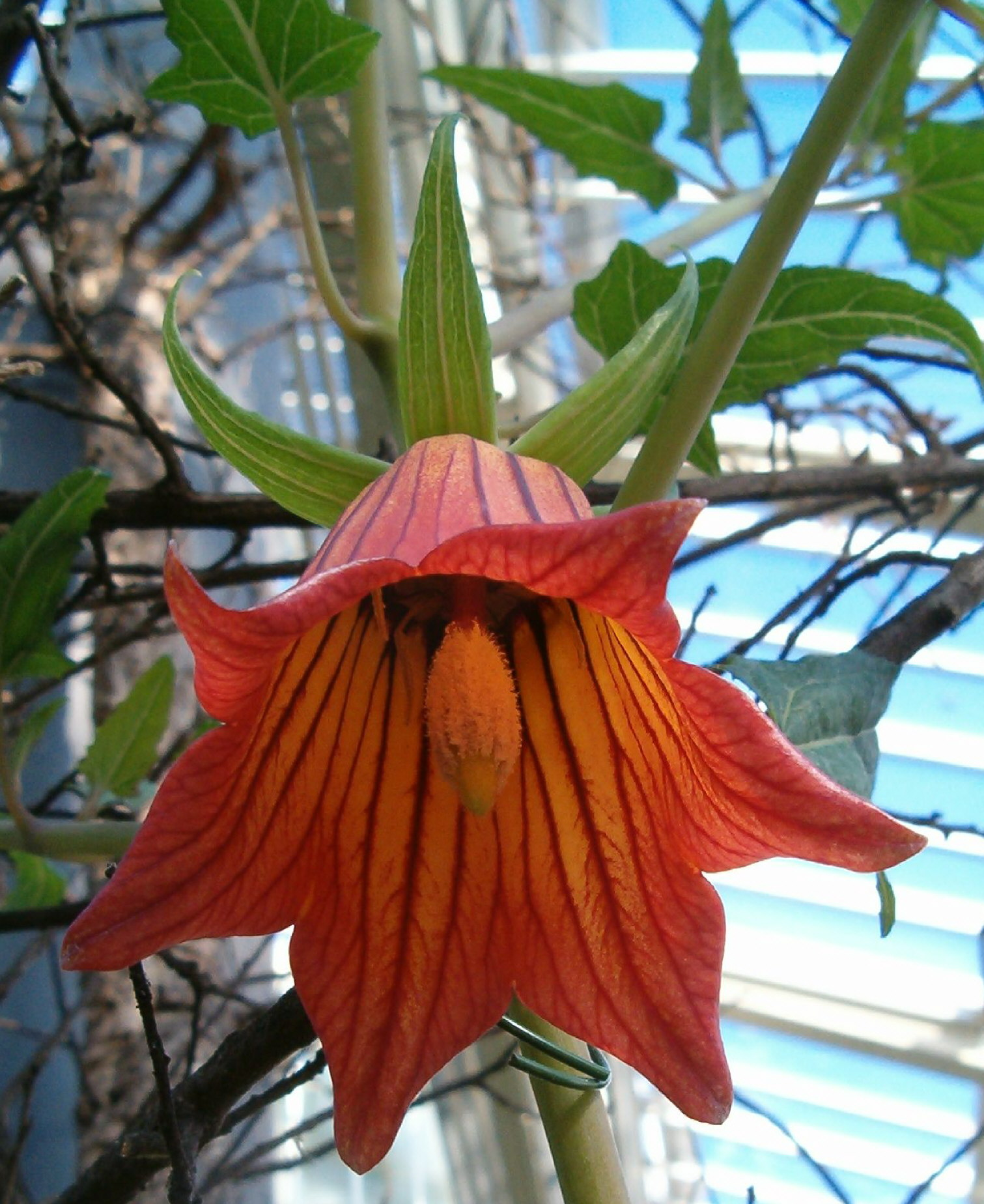
Detail květu kanaríny kanárské (Canarina canariensis)
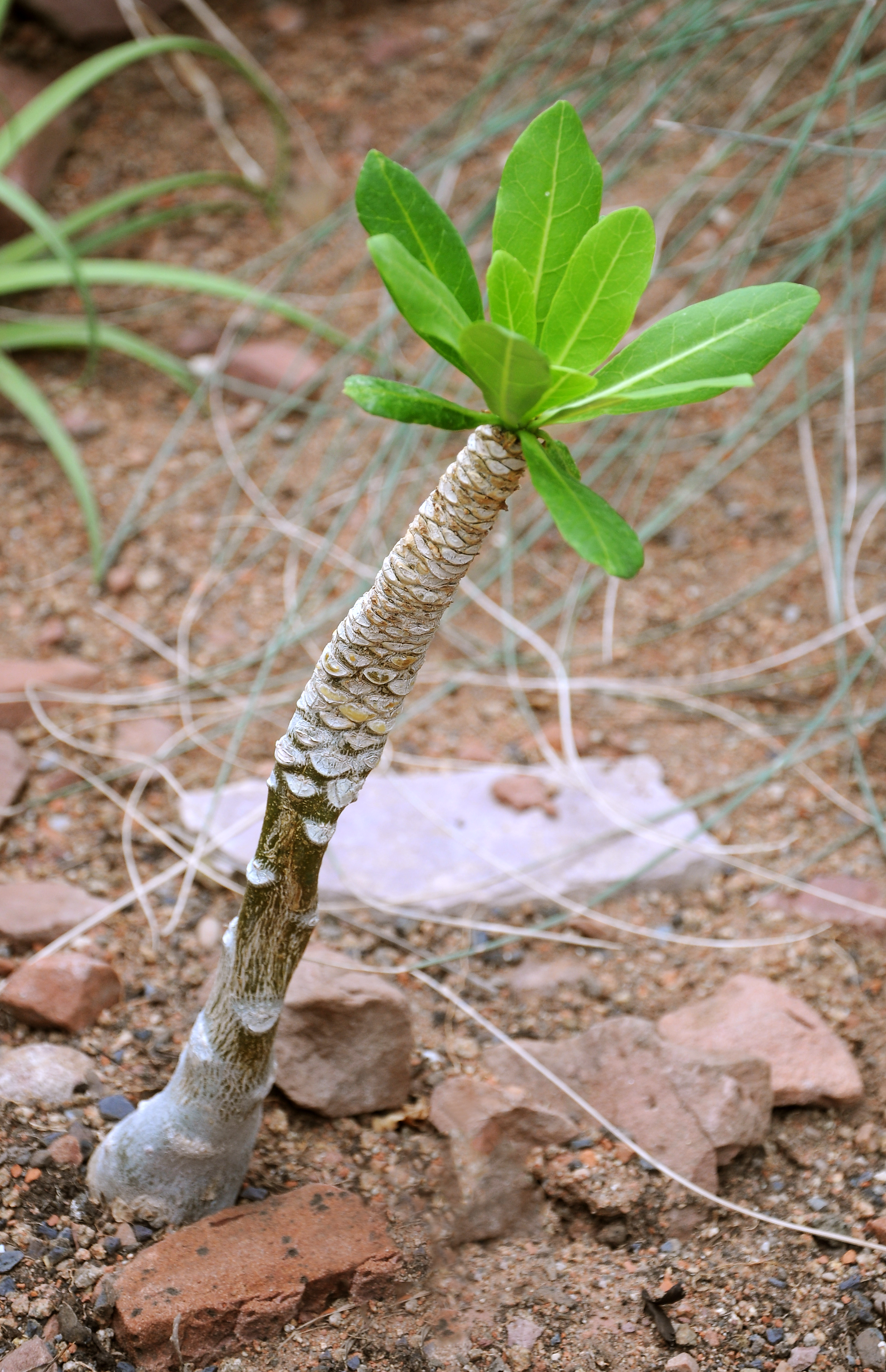
Stonkový sukulent Brighamia insignis
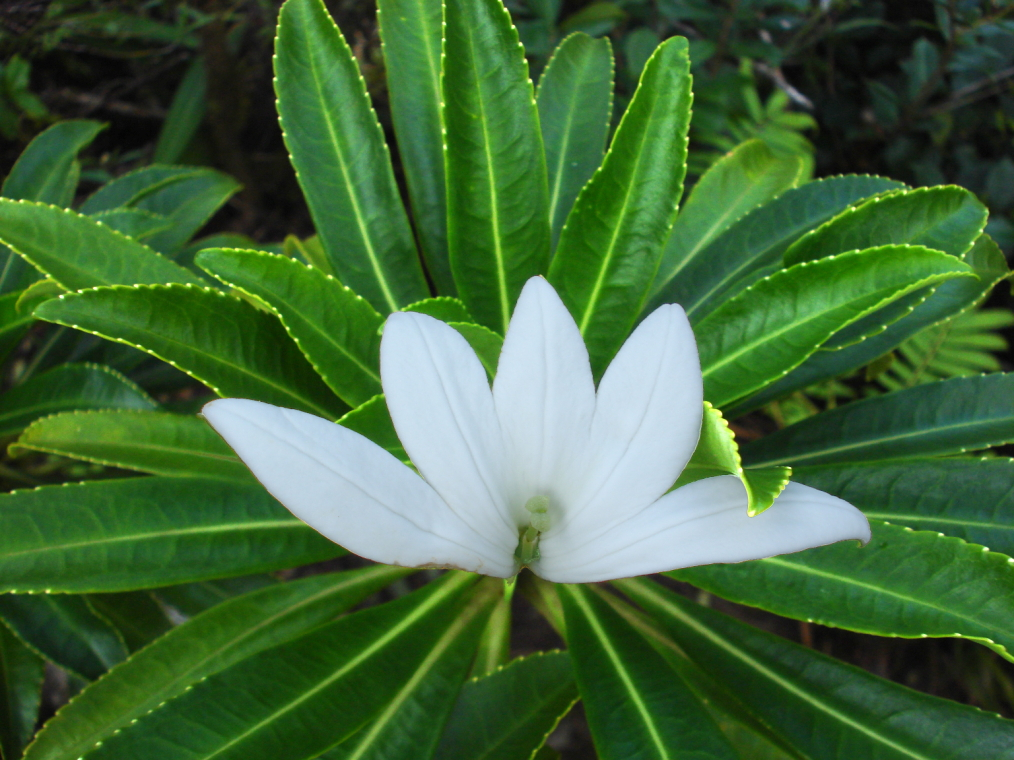
Květ Apetahia raiateensis
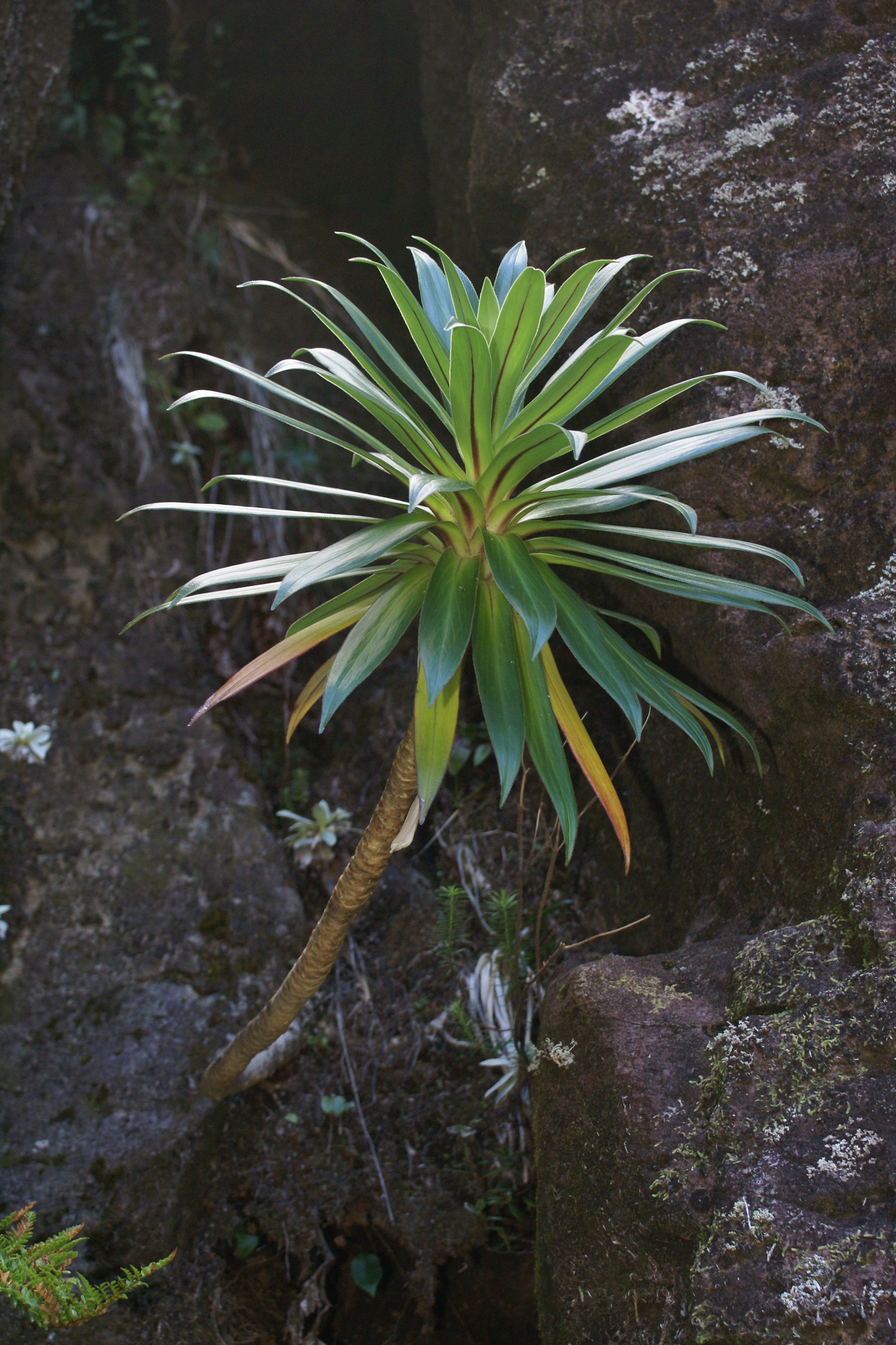
Heterochaenia rivalsii

## Rozšíření
Čeleď zahrnuje asi 2380 druhů v 84 rodech. Je rozšířena po celém světě. Největší rody jsou lobelka (Lobelia, přes 400 druhů), zvonek (Campanula, 420 druhů), wahlenbergie (Wahlenbergia, 260), sifokampylus (Siphocampylus, 230) a bodlochlup (Centropogon, 215 druhů).

### Česká květena
V květeně ČR je čeleď zastoupena 4 rody: zvonek (Campanula, 15 druhů), zvonečník (Phyteuma, 3 druhy), pavinec horský (Jasione montana) a zvonovec liliolistý (Adenophora liliifolia). Dva druhy zvonků, zvonek český (Campanula bohemica) v Krkonoších a zvonek jesenický (Campanula gelida) v Jeseníkách, jsou české endemity.

### Evropská květena
V Evropské květeně jsou druhově nejbohatší rody zvonek (Campanula), zvonečník (Phyteuma, asi 29 druhů) a pavinec (Jasione, 11 druhů). Ostatní rody jsou menší a vyskytují se především ve Středomoří: modroušek (Edraianthus, 9 druhů, vesměs endemity), zvoněnka (Legousia, 5 druhů), klasovec (Asyneuma, 4 druhy), zvonečkovec (Trachelium, 3 druhy), Symphyandra (3 druhy), lobelka (Lobelia), wahlenbergie (Wahlenbergia), liliovec (Adenophora) a Laurentia (vše po 2 druzích), dále Petromarula pinnata a zvonečníkovec chocholatý (Physoplexis comosa) v jižní Evropě a Azorina vidalii na Azorských ostrovech.

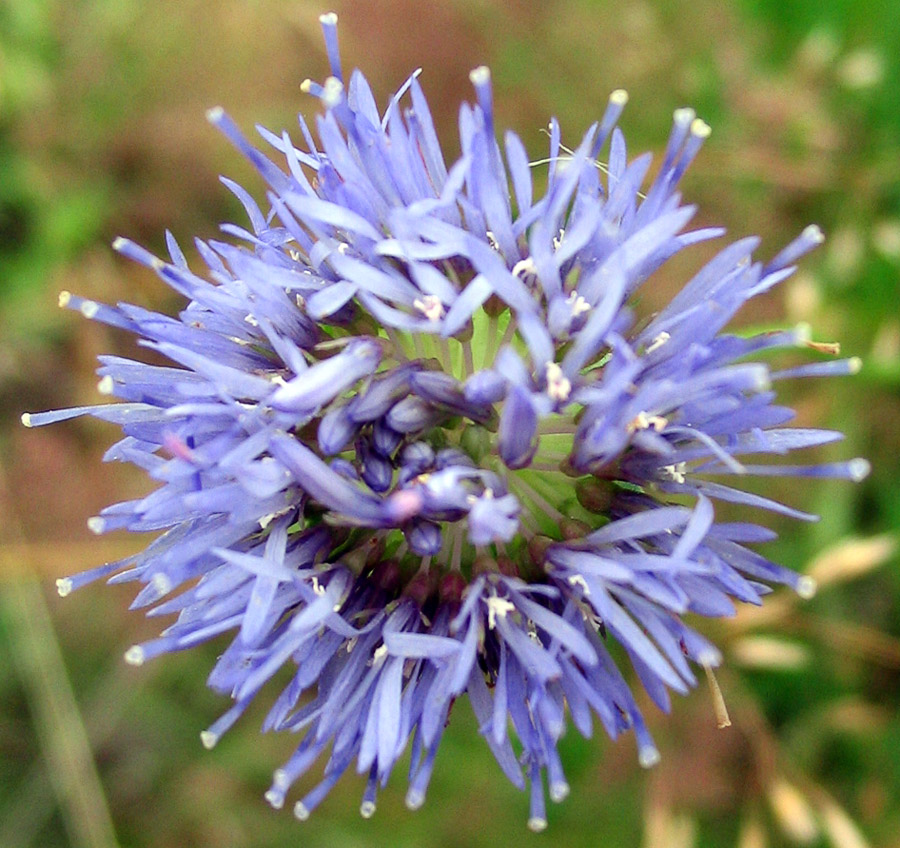
Květenství pavince horského (Jasione montana)
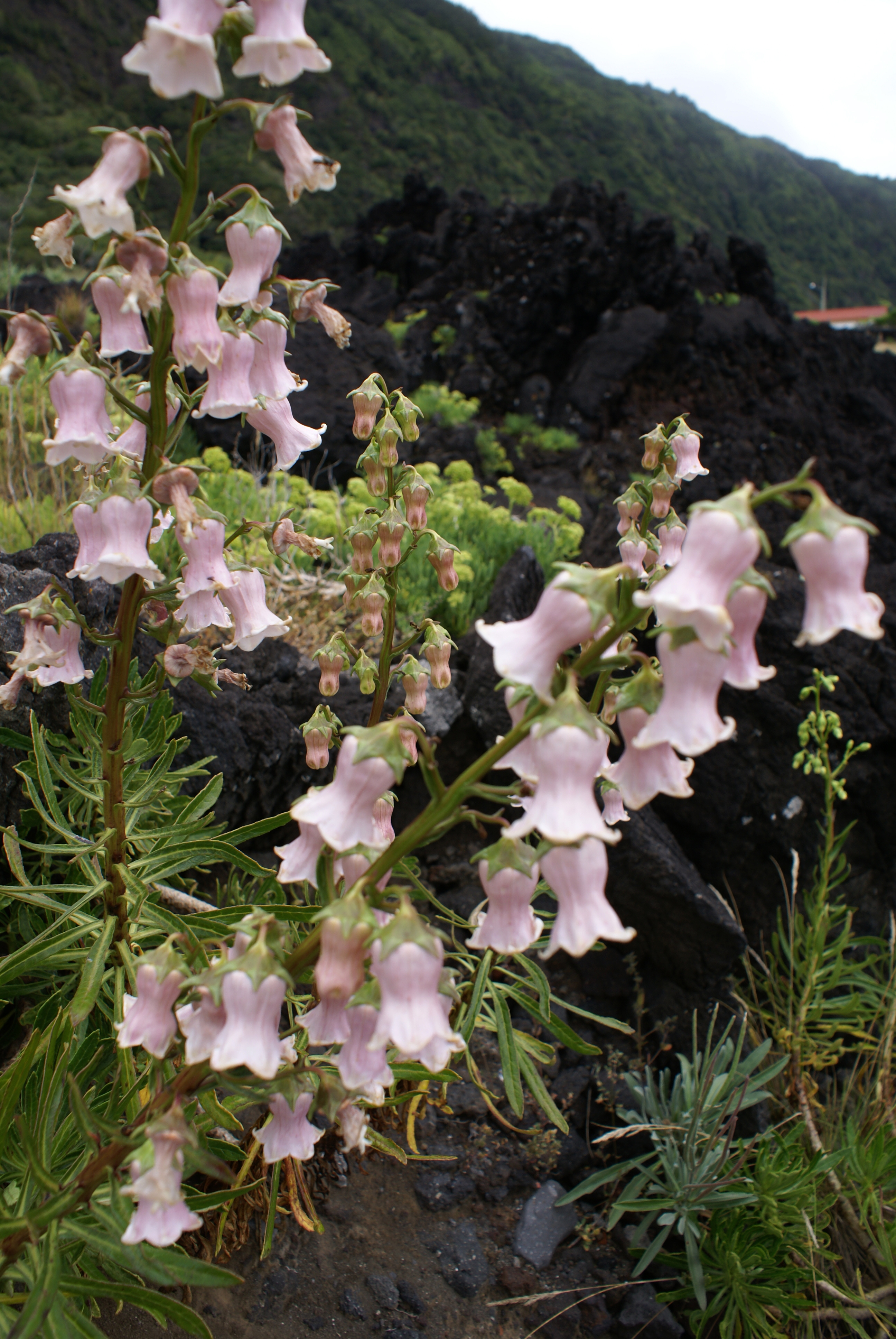
Azorina vidalii
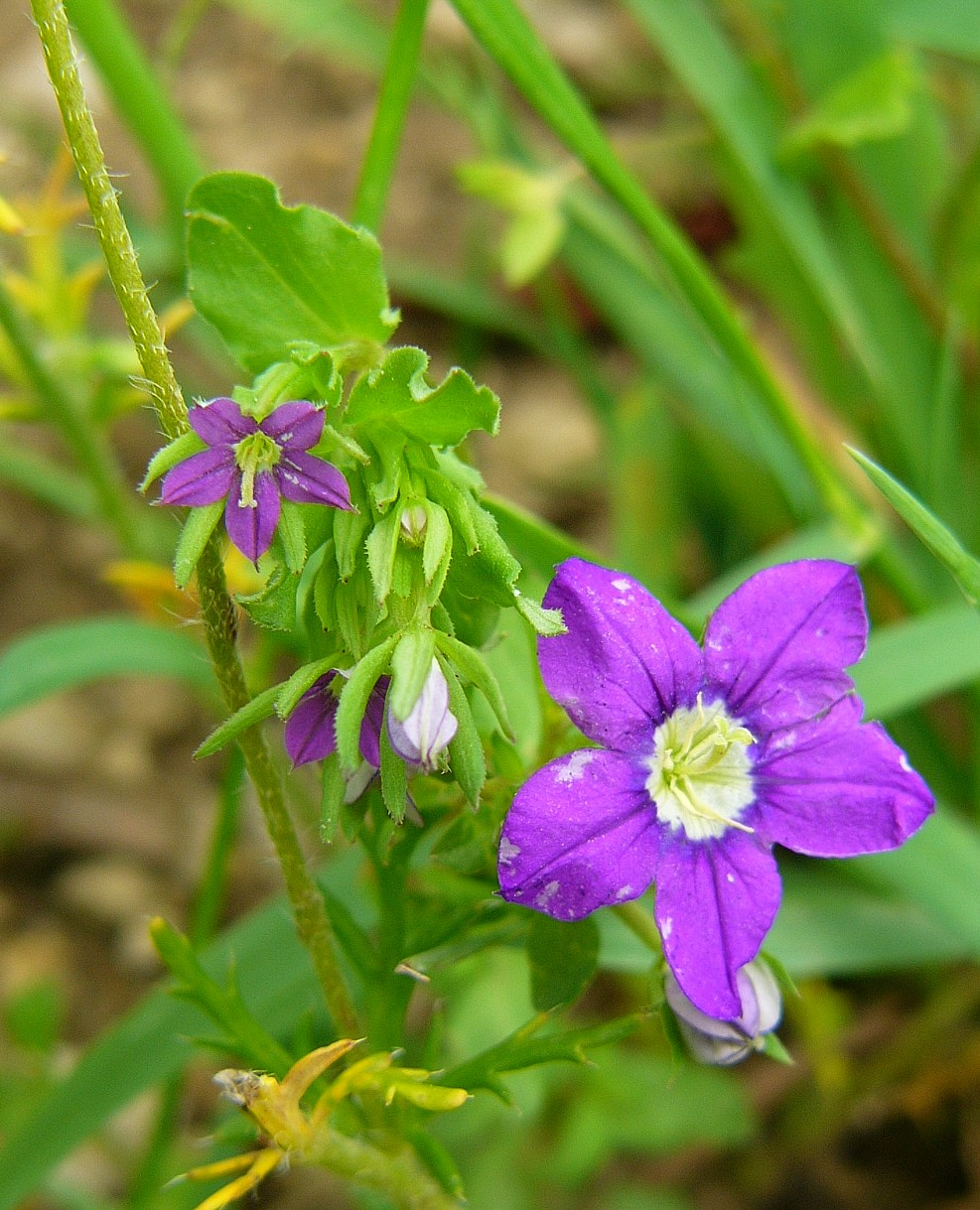
Zvoněnka Venušina (Legousia speculum-veneris)
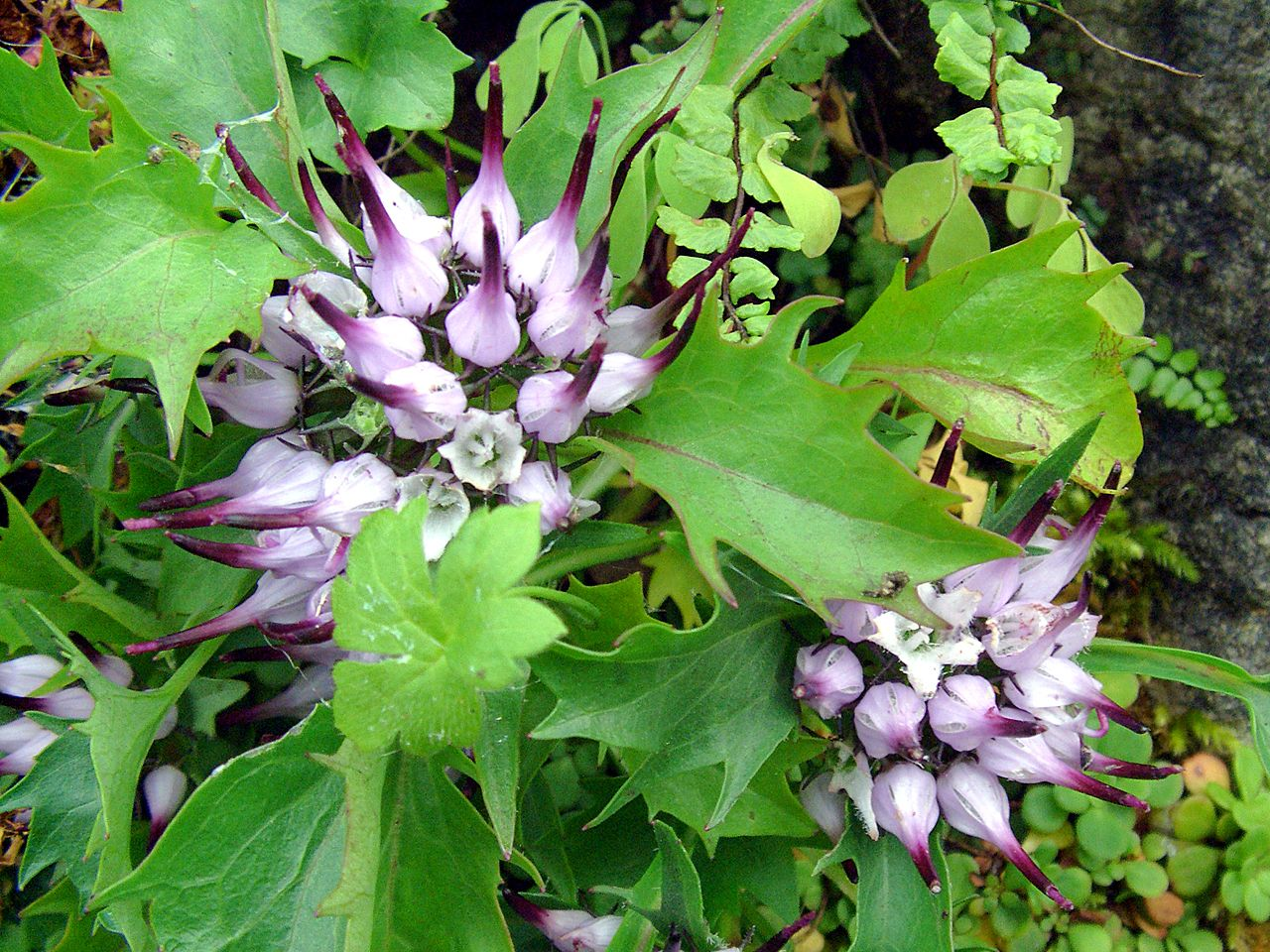
Zvonečníkovec chocholatý (Physoplexis comosa)

## Ekologické interakce
Samoopylení květů je zabráněno tím, že prašníky dozrávají dříve než blizna (protandrie). Čnělka při svém vývinu proráží prašníkovou trubičkou.
Květy jsou opylovány různým hmyzem, velké květy podčeledi Lobelioideae kolibříky. Žluté květy Symphocampylus sulphureus jsou přes den opylovány kolibříky a v noci lišaji.
Semena z bobulí jsou šířena ptáky a netopýry, semena z tobolek nejčastěji větrem.

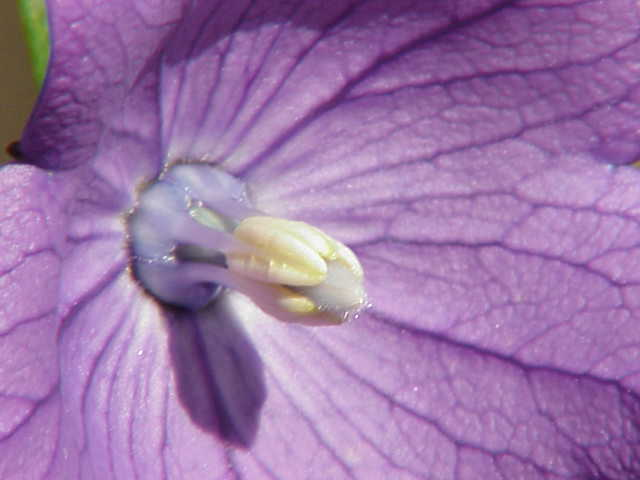
Květ boubelky velkokvěté v počáteční fázi
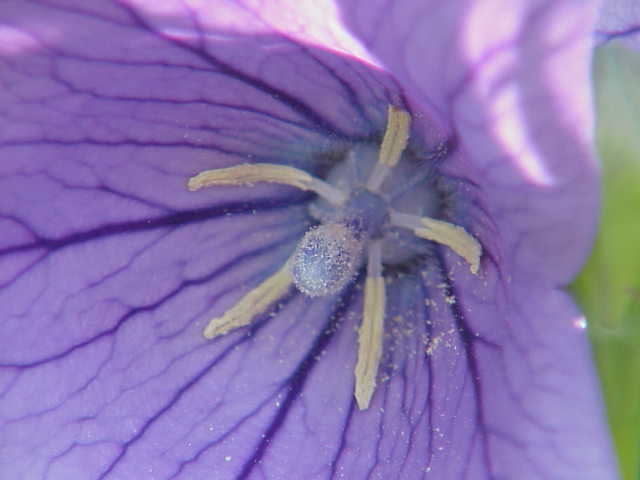
Květ boubelky velkokvěté po proniknutí čnělky
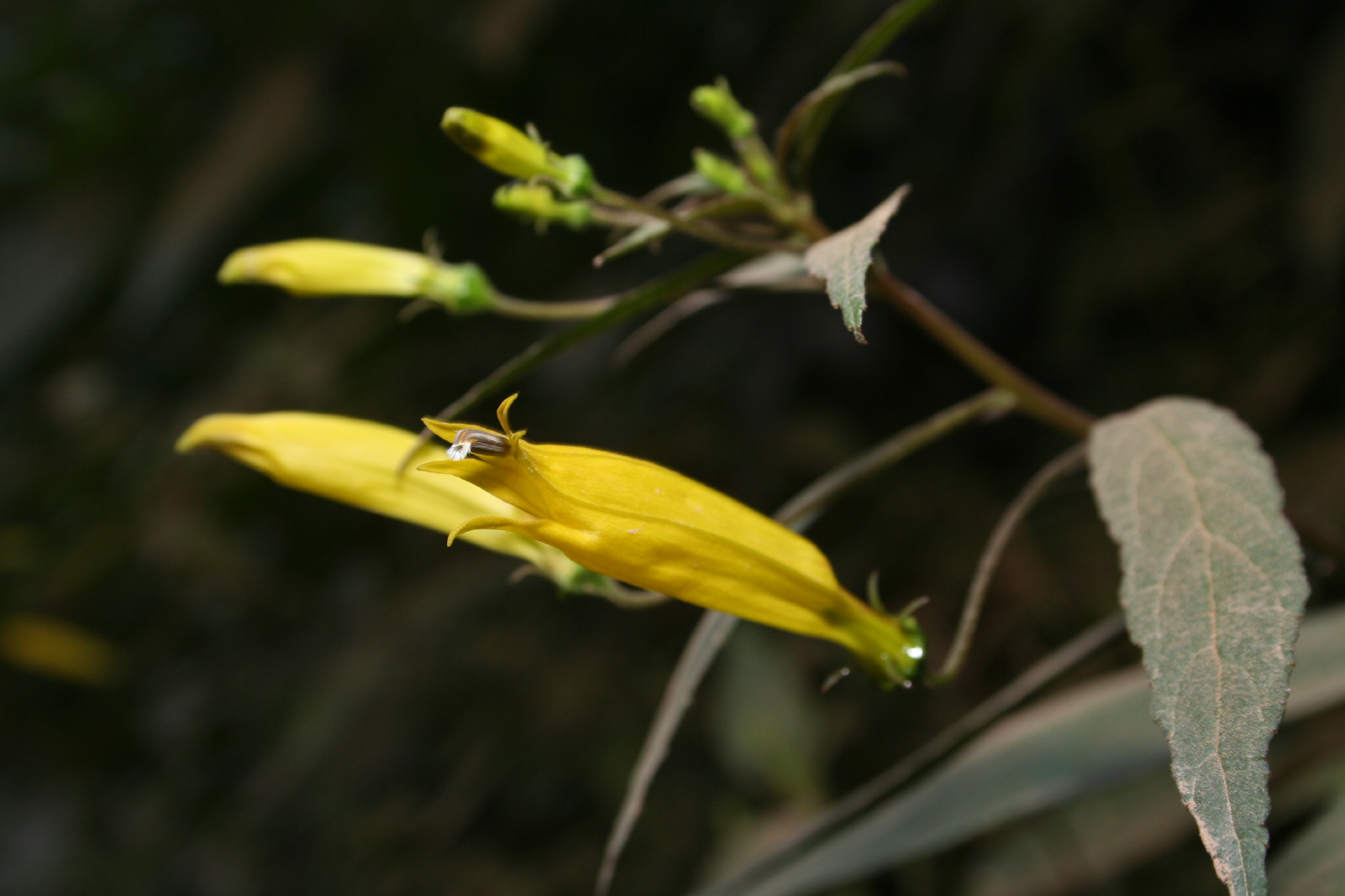
Siphocampylus aureus

## Taxonomie
V současnosti je čeleď zvonkovité dělena na 5 podčeledí:
- Nemacladoideae - 25 druhů ve 2 rodech, jz. USA a Mexiko
- Campanuloideae - přes 1000 druhů v 50 rodech, kosmopolitní, málo v Austrálii a Jižní Americe
- Lobelioideae - asi 1200 druhů ve 29 rodech, téměř kosmopolitní, nejvíce v tropické Americe
- Cyphocarpoideae - 3 druhy rodu Cyphocarpus, Chile
- Cyphioideae - 65 druhů rodu Cyphia, Afrika[4]

## Obsahové látky
Charakteristickými obsahovými látkami jsou polyacetyleny. Zásobní látkou je inulin. Chybí iridoidy. Některé druhy obsahují alkaloidy, např. lobelin v lobelce Lobelia inflata.

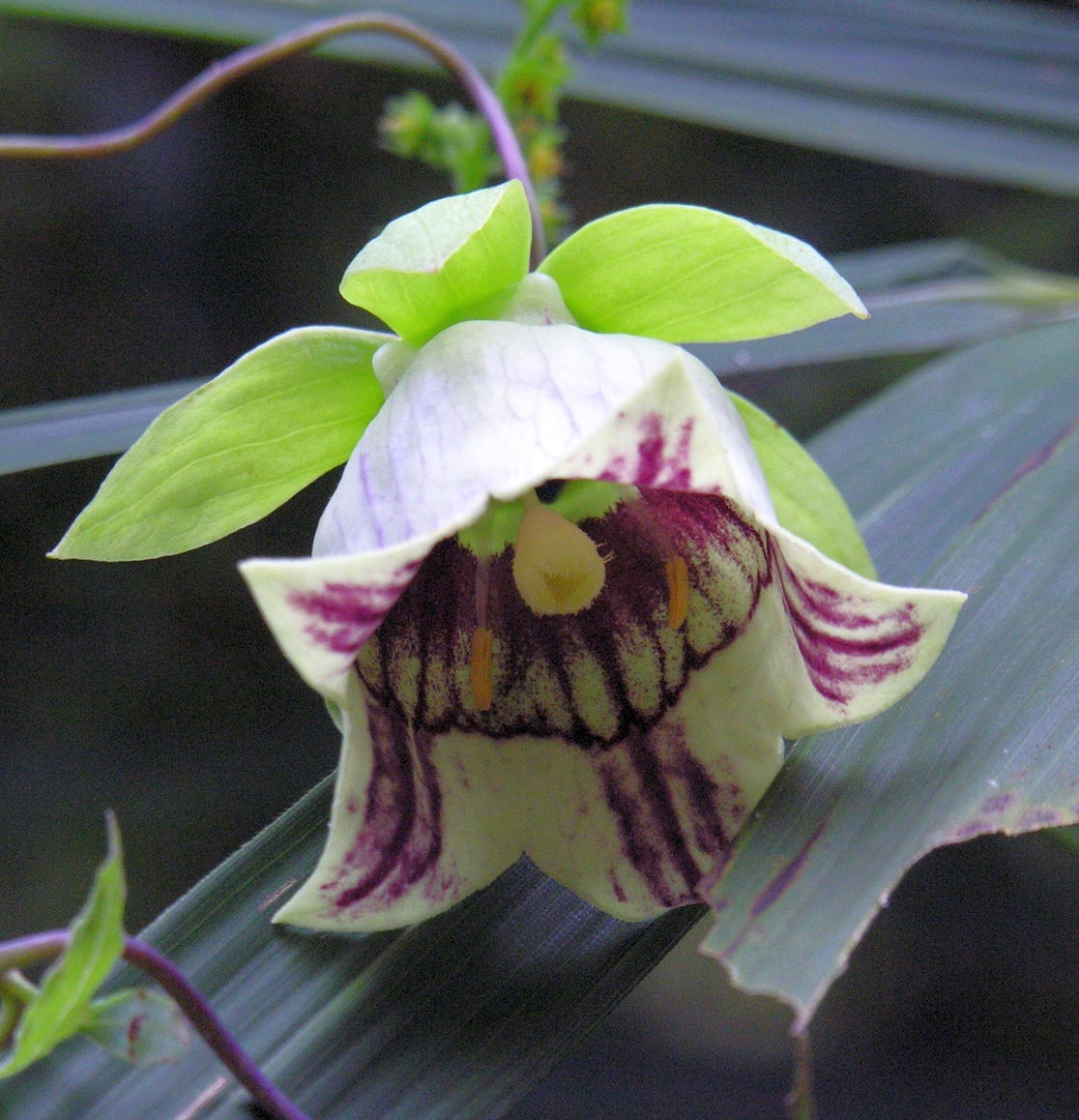
Květ pazvonku Codonopsis lanceolata
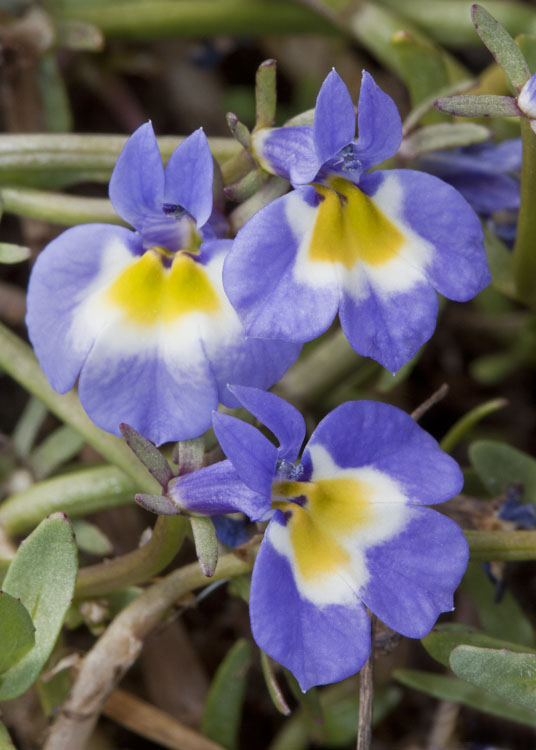
Downingia bella
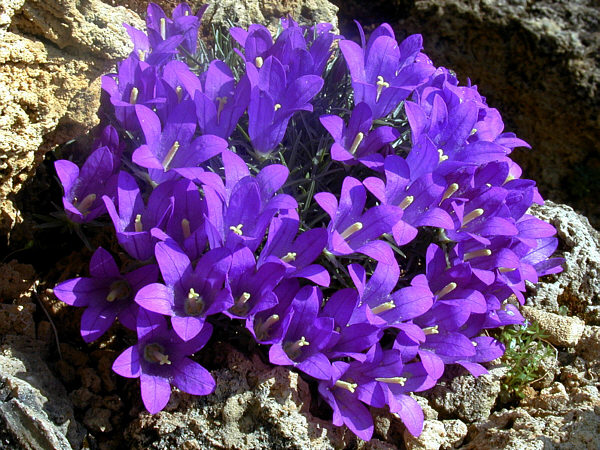
Modroušek Edraianthus owerinianus
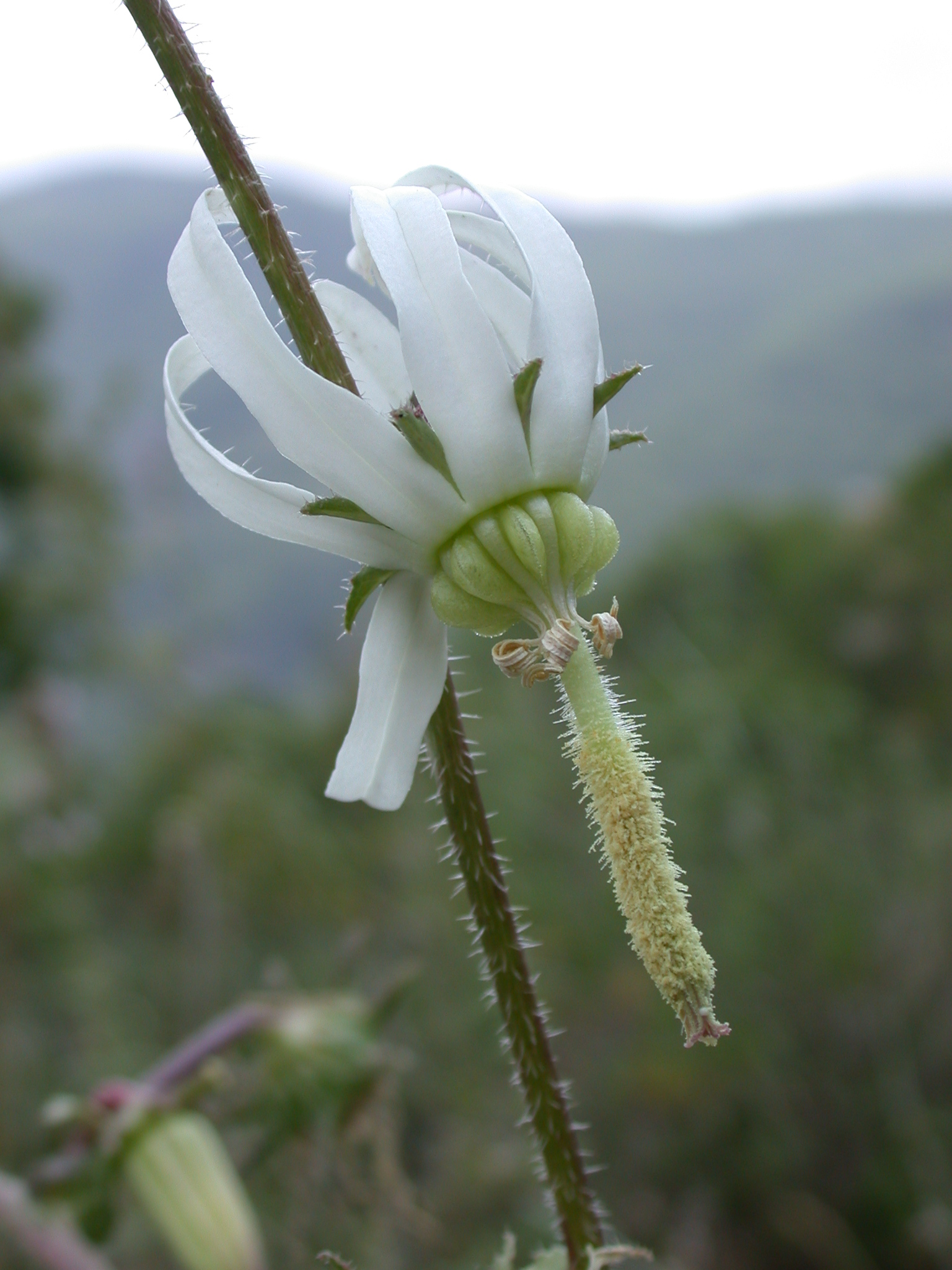
Michauxie Michauxia campanuloides
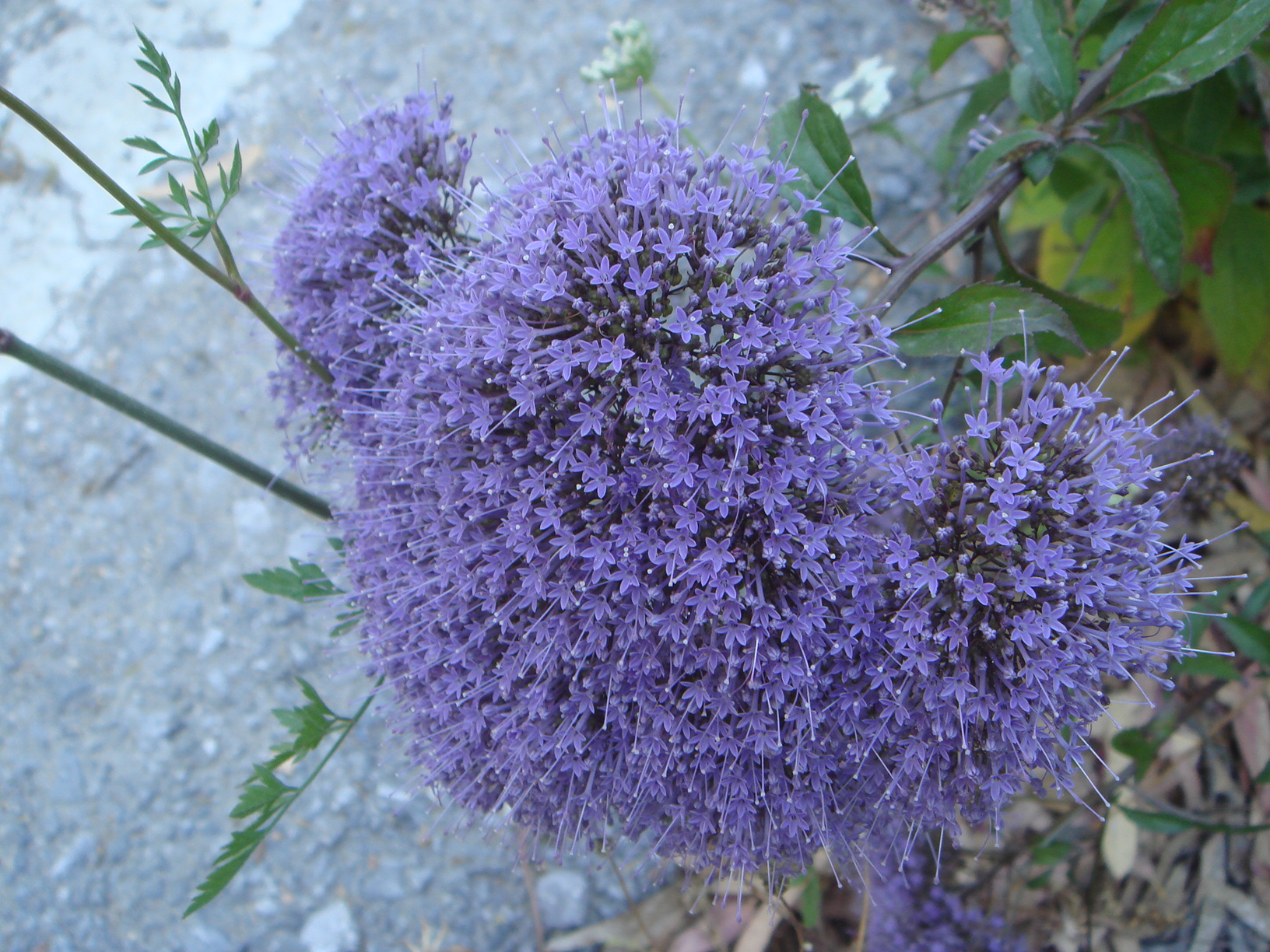
Zvonečkovec modrý (Trachelium caeruleum)

## Zástupci
- bodlochlup (Centropogon)
- boubelka (Platycodon)
- izotoma (Isotoma)
- kanarína (Canarina)
- klasovec (Asyneuma)
- lobelka (Lobelia)
- michauxie (Michauxia)
- modroušek (Edraianthus)
- okolka (Lysipomia)
- ostrovskie (Ostrowskia)
- pavinec (Jasione)
- pazvonek (Codonopsis)
- sifokampylus (Siphocampylus)
- solenopsis (Solenopsis)
- wahlenbergie (Wahlenbergia)
- zvonečkovec (Trachelium)
- zvonečník (Phyteuma)
- zvonečníkovec (Physoplexis)
- zvonek (Campanula)
- zvoněnka (Legousia)
- zvonovec (Adenophora)[7]

## Přehled rodů
Asyneuma,
Azorina,
Berenice,
Brighamia,
Burmeistera,
Campanula,
Canarina,
Centropogon,
Clermontia,
Codonopsis,
Craterocapsa,
Cryptocodon,
Cyananthus,
Cyanea,
Cyclocodon,
Cylindrocarpa,
Cyphia,
Cyphocarpus,
Delissea,
Dialypetalum,
Diastatea,
Dielsantha,
Downingia,
Echinocodon,
Edraianthus,
Favratia,
Feeria,
Githopsis,
Grammatotheca,
Gunillaea,
Hanabusaya,
Hesperocodon,
Heterochaenia,
Heterocodon,
Heterotoma,
Himalacodon,
Hippobroma,
Homocodon,
Howellia,
Isotoma,
Jasione,
Kericodon,
Legenere,
Legousia,
Lithotoma,
Lobelia (vč. Laurentia),
Lysipomia,
Merciera,
Michauxia,
Microcodon,
Monopsis,
Muehlbergella,
Musschia,
Namacodon,
Nemacladus,
Nesocodon,
Ostrowskia,
Palmerella,
Pankycodon,
Peracarpa,
Petromarula,
Physoplexis,
Phyteuma,
Platycodon,
Porterella,
Prismatocarpus,
Pseudocodon,
Pseudonemacladus,
Rhigiophyllum,
Roella,
Ruthiella,
Sachokiella,
Sclerotheca,
Sergia,
Siphocampylus,
Siphocodon,
Solenopsis,
Theilera,
Theodorovia,
Trachelium,
Treichelia,
Trematolobelia,
Triodanis,
Unigenes,
Wahlenbergia,
Wimmeranthus,
Wimmerella,
Zeugandra